# Martin Wildauer

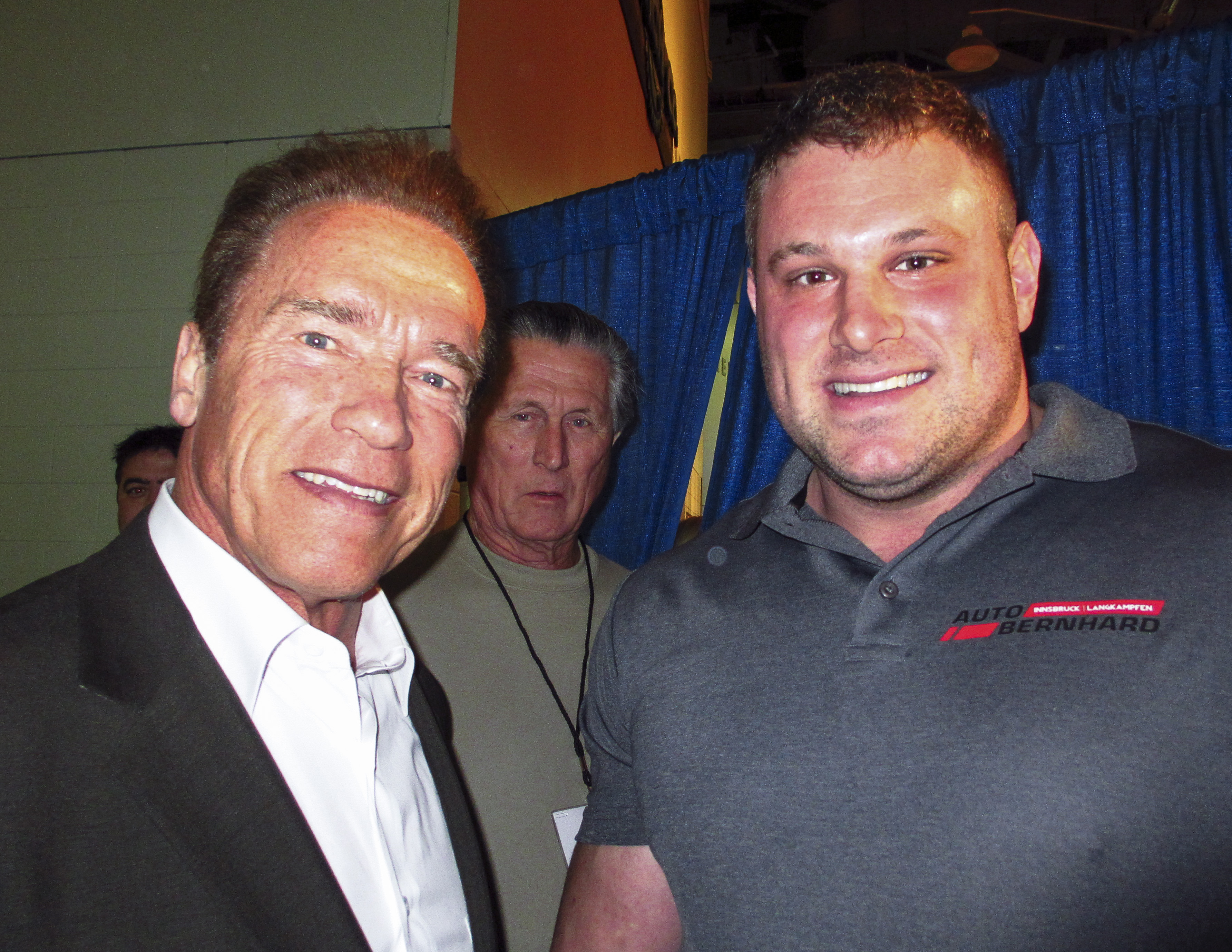
Arnold Schwarzenegger und Martin Wildauer beim Arnold Sport Festival 2015 in Columbus, Ohio, USA.

Martin Marco Peter Wildauer (* 27. November 1987 in Kufstein) ist ein österreichischer Kraftsportler, Weltrekordhalter in den Strongman-Disziplinen Steinheben und Autokreuzheben und mehrfacher Träger des Titels Strongest Man of Austria. Er war Wettkampfathlet bei der Weltmeisterschaft im Strongman, dem World’s Strongest Man (WSM), der Strongman Champions League und der Giants Live.

## Leben
Wildauer wuchs in Langkampfen auf. Nach dem Hauptschulabschluss besuchte er die Höhere Technische Lehranstalt-Anichstraße in Innsbruck, die er mit der Diplom- und Reifeprüfung abschloss. Seit Januar 2011 arbeitet er als Angestellter im öffentlichen Dienst in seiner Heimatgemeinde Langkampfen und veranstaltet nebenberuflich Kraftsport-Veranstaltungen.
Neben dem Kraftsport beschäftigt sich Wildauer mit Handwerk und Holzarbeiten.

## Sportliche Laufbahn
Mit Eintritt in die Hauptschule im Alter von 10 Jahren hat sich Wildauer zum Karate- und Kickboxtraining angemeldet. Er nahm an Prüfungen und Wettkämpfen teil, erlangte den grünen Gurt im Karate und gewann mehrmals die Tiroler Meisterschaften des ASKÖ-Verbandes im Kickboxen. Außerdem gewann er die österreichischen Meisterschaften im Semikontakt, obwohl er sich in den ersten Sekunden des Kampfes durch den Sidekick des Gegners einen Augenbodenbruch zugezogen hatte. Seine Eltern kauften ihm ein Hantelset bestehend aus Hantelstangen und einem Multifunktionsturm, wo er regelmäßig neben dem Kampfsport trainierte, um seinem Vorbild Arnold Schwarzenegger nachzueifern.
Mit 13 Jahren nahm er zusätzlich zum Kickboxtraining Box-Unterricht in Wörgl beim Boxclub Unterberger, um seine Technik und Geschwindigkeit im Boxen zu verbessern. Im Boxen trat er ebenfalls bei Wettkämpfen an und gewann wie im Kickboxen die Tiroler und die österreichische Meisterschaft durch K. O. Zu dieser Zeit trainierte er zweimal wöchentlich Boxen, zweimal pro Woche Kickboxen und die restliche Zeit zu Hause mit Hanteln und Gewichten.
Im ersten Schuljahr der Höheren Technischen Anstalt in Innsbruck überschnitten sich die regelmäßigen Boxtrainingseinheiten und der Unterrichtsplan. Deshalb beendete er seine Boxambitionen und konzentrierte sich ausschließlich auf das Krafttraining. Martin trainierte noch gut ein Jahr im Fitness- und Kraftraum des Boxcenters, da dieser mit diversen Maschinen ausgerüstet war, die ihm zu Hause nicht zur Verfügung standen.
Im Alter von 15 Jahren, nach dem ersten Schuljahr an der HTL, überredete er seinen Vater, ihn im Fitness-Studio anzumelden. Nach zwei Monaten Training konnte Wildauer im Studio 200 kg im Kreuzheben bewältigen.
Zu Beginn im Fitness-Studio lernte er zwei Kraftdreikämpfer und einen HTL-Schulkollegen, Christoph Rieser, kennen, mit denen er fortan zusammen trainierte. Dadurch fand er Gefallen an der Sportart Kraftdreikampf und nahm an Wettkämpfen teil. Nach einer kurzen Zeit brach er die Rekorde in verschiedenen Gewichts- und Altersklassen und setzte insgesamt 45 neue Tiroler und österreichische Rekorde, wobei sein österreichischer Rekord von 300 kg raw (= ohne Gewichtheberanzug) in der Jugendklasse am meisten Anerkennung brachte.
Im Jahr 2006 startete er zum ersten Mal im bayrischen Traditionssport, dem Steinheben, in Feldkirchen in Deutschland und belegte den 2. Platz.
Im Jahr 2007 machte ihn ein Trainingspartner auf die Strongman-Wettkämpfe der Austrian Giants, der österreichischen Meisterschaft im Strongman, aufmerksam. Ohne spezielles Training der unterschiedlichen Disziplinen meldete er sich zur Qualifikation der Austrian Summer Giants an, die er gewann, und belegte schlussendlich bei der Hauptveranstaltung den 5. Platz.
Anschließend wurde der deutsche Strongman, Heinz Ollesch, auf Wildauer aufmerksam. Fortan trainierte Wildauer wöchentlich die Strongmandisziplinen beim Trainingsstützpunkt von Ollesch. Durch Heinz Ollesch wurde Wildauer im selben Jahr zur Team-Weltmeisterschaft in die Ukraine eingeladen. Im Jahr 2007 gewann Wildauer mit Stefan Weiermann den 4-Ländervergleichskampf im Strongman in Graz. Im selben Jahr gewann er zum ersten Mal im Steinheben einen Wettkampf.
Nach kleineren Wettkämpfen und dem Sieg der Austrian Winter Giants 2008 wurde Wildauer zur Strongman Champions League-Qualifikation auf der FIBO 2009 in Essen eingeladen. Obwohl er sich bei der ersten Disziplin, dem Baumstamm-Stemmen, an beiden Patellarsehnen-Ansätzen verletzte, schaffte er es auf den 2. Platz hinter dem Strongman Travis Ortmayer. Den Top 2 dieses Wettkampfes wurde ein Platz in der höchsten Liga im Strongman, der Strongman Champions League, garantiert. Eine Woche darauf wurde er zur Strongman Champions League nach Serbien eingeladen, wo er den 5. Platz belegte und das Auto-Kreuzheben gewann. Aufgrund seiner Leistung wurde er für die nächsten Wettkämpfe eingeladen und belegte die Woche nach Serbien bei der Strongman Champions League in Finnland den 3. Platz und führte zwischenzeitlich nach dem ersten Wettkampftag. Auch in diesem Wettkampf konnte er durch seine Griff- und Rückenkraft einige Disziplinen für sich entscheiden und gewann erneut das Auto-Kreuzheben mit einem neuen Weltrekord mit elf Wiederholungen mit 350 kg in 60 Sekunden. Ebenfalls im Jahr 2009 setzte er den Alltime-Weltrekord im Steinheben mit 350 kg auf 94 cm in Markt Indersdorf, Deutschland.
Wildauers Gesamtplatzierung bei der Strongman Champions League war so gut, dass er  zum World's Strongest Man, der Weltmeisterschaft im Strongman, eingeladen wurde. Dieser Wettkampf fand im Jahr 2009 auf Malta statt. Wildauer wurde in die Gruppe von Brian Shaw, Zydrunas Savikcas, Mark Felix, Stefan Solvi Petursson und Marshall White gelost und qualifizierte sich nicht für das Finale. Diese Gruppe wurde auch die Kreuzhebe-Gruppe genannt, weil die stärksten Kreuzheber der Welt in einer Gruppe waren.

## Maße und Bestleistungen
- Größe: 1,90 m
- Gewicht: 140 kg

Umfänge:
- Bizeps: 52 cm
- Unterarm: 41 cm
- Brust: 140 cm
- Oberschenkel: 75 cm
- Waden: 47 cm

Bestleistungen:
- Kniebeugen: 300 kg RAW, 380 kg equipped
- Bankdrücken: 220 kg RAW, 260 kg equipped
- Kreuzheben: 420 kg RAW, 425 kg equipped
- Steinheben: Weltrekord mit 350 kg auf 100 cm

## Erfolge
Jahr 2007
- 1. Platz, Internationale Steinhebe-Meisterschaft - Feldkirch 2007

Jahr 2008
- 1. Platz, Austrian Winter Giant 2008
- 1. Platz, Internationale Steinhebe-Meisterschaft - Feldkirch 2007

Jahr 2009
- 1. Platz, Austrian Summer Giant 2009
- 2. Platz, Strongman-Champions-League-Qualifikation FIBO Strongman ClassX 2009
- 3. Platz, Strongman Champions League - Finnland 2009
- 1. Platz, Internationale Steinhebe-Meisterschaft HebAuf - Markt Indersdorf 2009
- 1. Platz, Internationale Steinhebe-Meisterschaft - Klosterlechfeld 2009
- World's Strongest Man Teilnehmer 2009

Jahr 2010
- 1. Platz, Steinhebemeisterschaft im Löwenbräukeller - München 2010
- 1. Platz, Austrian Winter Giant 2010

Jahr 2011
- 2. Platz, Overhead King of Austria
- 3. Platz, Strongman Champions League - FIBO Strongman ClassX 2011
- 1. Platz, Austrian Summer Giant 2011
- 1. Platz, Giants Live - Finnland 2011
- 1. Platz, Austrian Winter Giant 2011
- 1. Platz, Steinhebemeisterschaft - Grafing 2011
- World's Strongest Man Teilnehmer 2011

Jahr 2012
- 1. Platz, Steinhebemeisterschaft im Löwenbräukeller - München 2012
- 1. Platz, Austrian Summer Giant 2012
- 1. Platz, Austrian Records Day in Obertrum
- World's Strongest Man Teilnehmer 2012

Jahr 2013
- 1. Platz, Steinhebemeisterschaft im Löwenbräukeller - München 2013
- 2. Platz, Strongman Champions League - Serbien 2013
- 1. Platz, Austrian Summer Giant 2013
- 1. Platz, Internationaler Weko-Cup in Rosenheim
- 1. Platz, Steinheben in Garmisch
- World's Strongest Man Teilnehmer 2013
- 2. Platz, int. Eisenstrassen Giants 2013 (Teambewerb)
- 3. Platz, Strongman Champions League - Slowakei 2013

Jahr 2014
- 12. Plaz, World's Strongest Man 2014 - Finalist in Los Angeles, Amerika
- 2. Platz, Strongman Champions League - FIBO Strongman ClassX
- 1. Platz, Steinhebemeisterschaft im Löwenbräukeller - München
- 2. Platz, King of Overhead 2014 - Stärkste Österreicher in Stans
- 1. Platz, Eisenhart 2014 - Stärkster Kreuzheber in Neukirchen beim Heiligen Blut
- 3. Platz, Strongman Champions League - Serbien
- 4. Platz, Strongman Champions League - Finnland
- 9. Platz, Strongman Champions League - Holland
- 3. Platz, Strongman Champions League - Latvia
- 1. Platz, Strongman Champions League - Portugal
- 2. Platz, Strongman Champions League - Kroatien
- 2. Platz, Strongman Champions League - Polen
- 3. Platz, World Deadlift Championship mit 435 kg in Leeds, Großbritannien
- 6. Platz, Europe's Strongest Man in Leeds, Großbritannien
- 1. Platz, Österreichische Meisterschaft in Obertrum, Österreich
- 4. Platz, Strongman Champions League - Ungarn
- 1. Platz, Eisenstrassen Giants (Teambewerb) - Leoben, Österreich
- 6. Platz, Strongman Champions League - Sambia, Afrika
- 3. Platz, Strongman Champions League - Rumänien
- 4. Platz, Strongman Champions League - Savickas Classi - Litauen
- 2. Platz, Strongman Champions League - Estland
- 9. Platz, Strongman Champions League - Malaysia[13]

- Strongman Champions League World Champion 2014 - Gesamtsieger der Saison 2014[14][15]